# Городище (пам'ятка природи, Кропивна)
Городи́ще — геологічна пам'ятка природи місцевого значення у Золотоніському районі Черкаської області.

## Опис
Заказник площею 5,0 га розташовано у на південно-західному схилі долини р. Кропивна у с. Кропивна. Під охороною курган природного походження, заліснений у підніжжі. Місце стоянки Кропивнянського козачого полку.
Як об'єкт природно-заповідного фонду створено рішенням Черкаської обласної ради від 08.04.2000 р. № 15-4. Землекористувач або землевласник, у віданні якого перебуває заповідний об'єкт — Золотоніська міська громада.

## Галерея

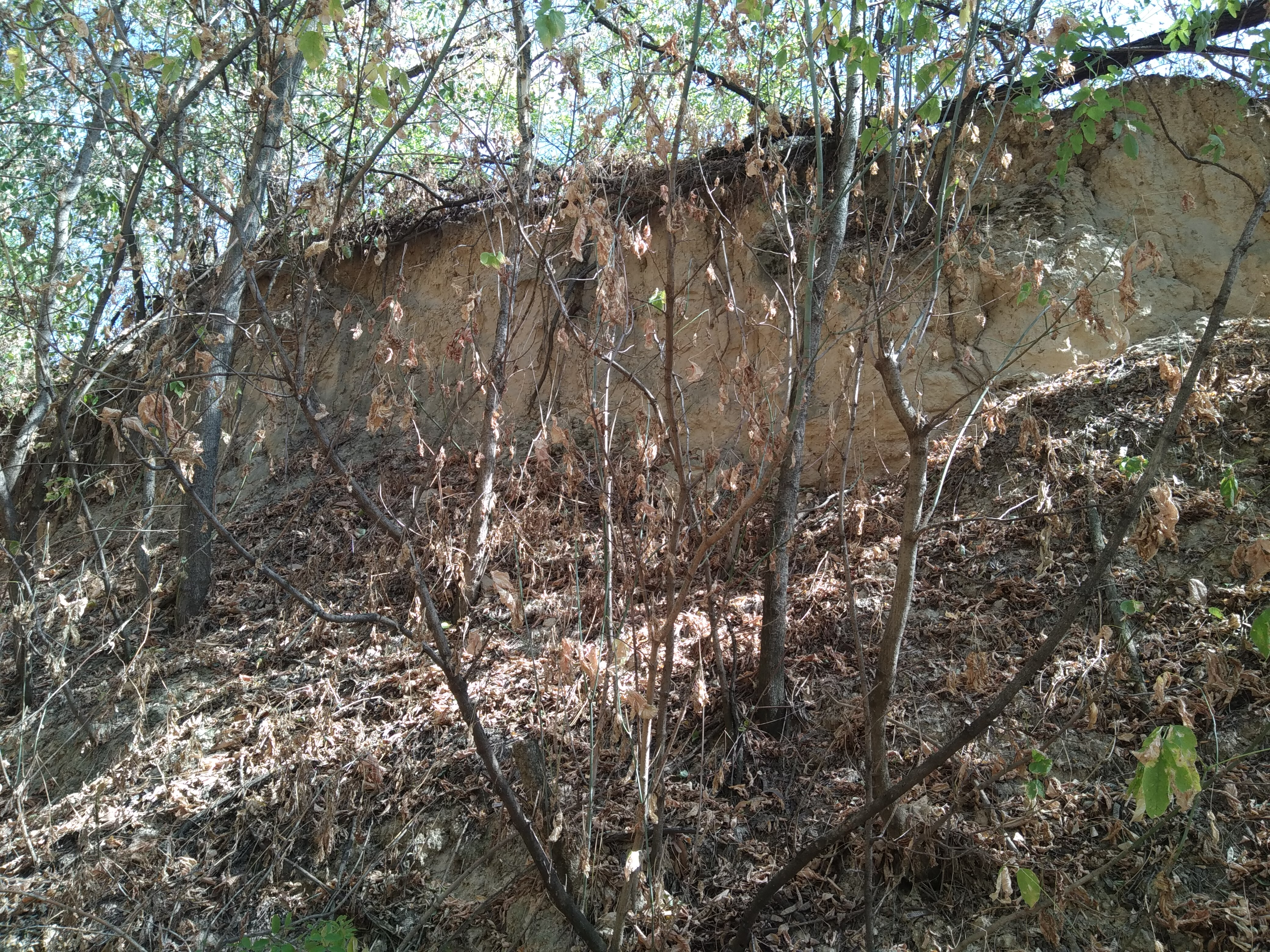
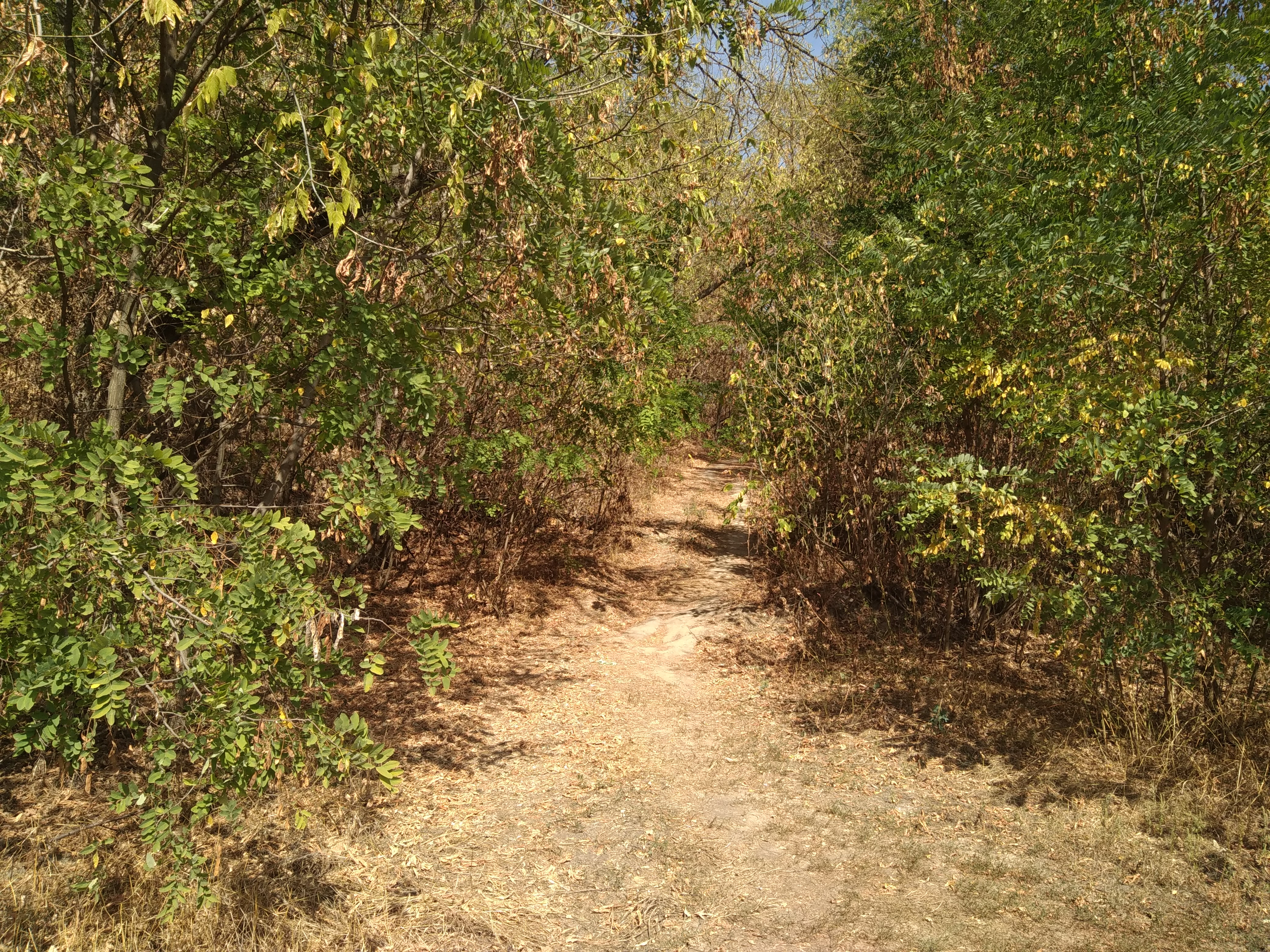